# Adoretus sinicus
Espèce
Adoretus sinicus est une espèce d'insectes coléoptères de la famille des Scarabaeidae, originaire d'Asie de l'Est.
Adoretus sinicus est un insecte phytophage dont les adultes se nourrissent des feuilles de nombreuses espèces de plantes. En cas d'attaque importante, les feuilles peuvent être « squelettisées », réduites à leurs nervures. Les larves vivent dans le sol et dans la végétation en décomposition et la litière de feuilles. La gamme des plantes-hôtes comprendrait plus de 250 espèces. L'espèce s'est répandue dans la plus grande partie de l'Asie et en Océanie.

## Principales plantes attaquées
Selon Plantwise Knowledge Bank :
- Acalypha,
- Alocasia,
- Cajanus cajan (pois d'Angole),
- Canna,
- Glycine max (soja),
- Musa x paradisiaca (bananier plantain),
- Rosa (rosiers),
- Theobroma cacao (cacaoyer),
- Vitis vinifera (vigne).